# The Art of Malice
The Art of Malice è il quinto album in studio del chitarrista statunitense John 5, pubblicato nel 2010 per la 60 Cycle Hum Records.

## Tracce
1. The Nightmare Unravels – 4:54
2. The Art of Malice – 1:46
3. Ill Will or Spite – 4:03
4. J.W. – 3:10
5. Ya Dig? (feat. Billy Sheehan) – 3:52
6. Can I Live Again – 4:02
7. Portrayed as Unremorseful – 3:29
8. Steel Guitar Rag – 3:00
9. Wayne County Killer – 3:42
10. Fractured Mirror (cover Ace Frehley) – 5:09
11. The S. Lot – 4:13
12. The Last Page Turned – 3:35